# Arbetarens vän

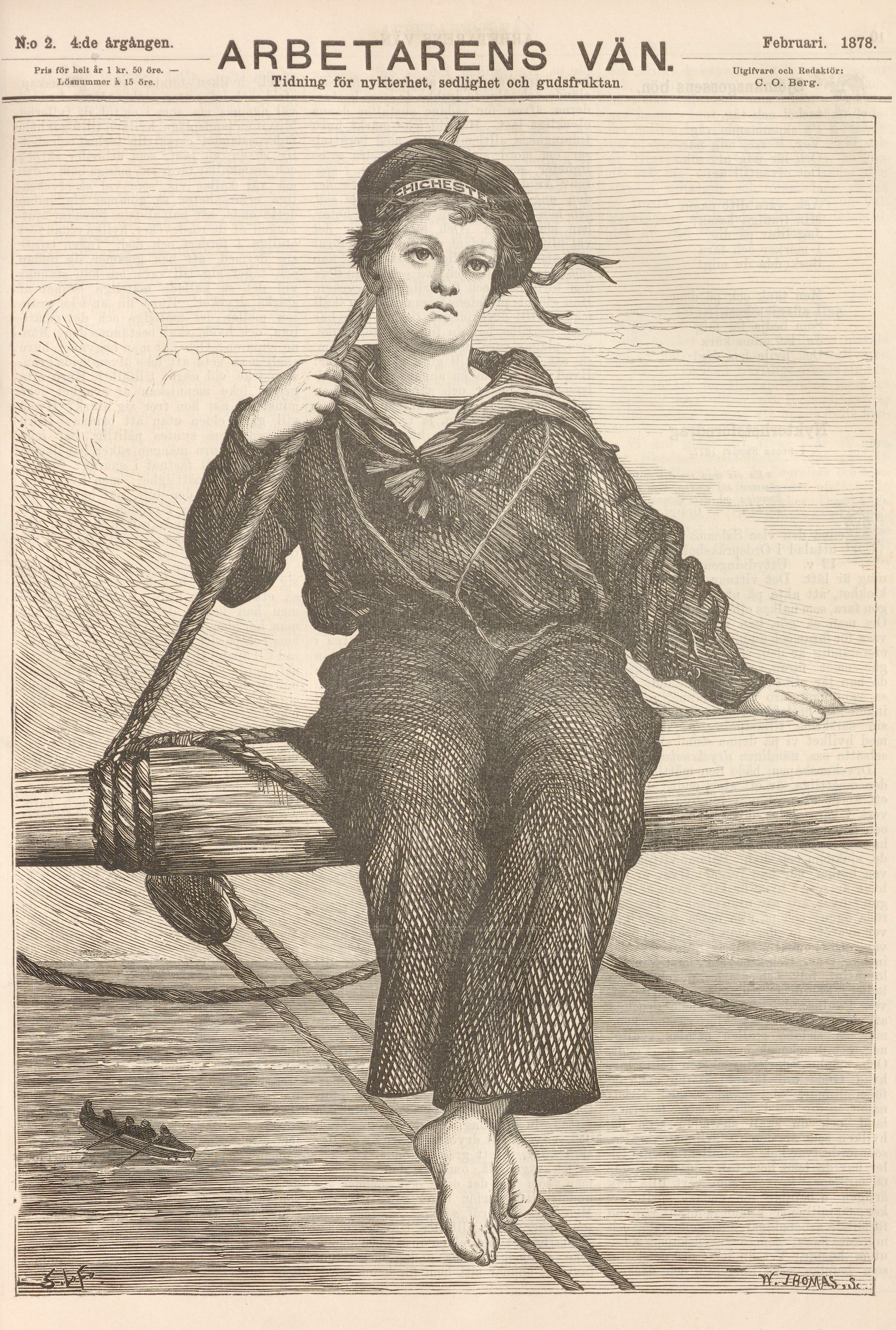
Arbetarens vän. 1878, nr 2

Arbetarens vän var en svensk tidskrift för "nykterhet, sedlighet och gudsfruktan" som publicerades i Stockholm 1875-1911. Den grundades av den liberale arbetarvännen, riksdagsmannen, grosshandlaren och generalkonsuln Oscar Berg (1839-1903). Denne var känd som predikant och anti-socialistisk nykterhetstalare.

## Fulltext
Tidningen har digitaliserats genom projektet Digitalisering av det svenska trycket och årgångarna 1875-1905 är fritt tillgängliga online.
- Kungl. Biblioteket: Svenska dagstidningar: Arbetarens vän.